# Boyacá (barrio)
Boyacá es un barrio de la UPZ 30 llamada Boyacá Real, perteneciente a la localidad de Engativá al noroccidente de Bogotá y en el centro de su Localidad.
Es la sede de la Alcaldía de Engativá.

## Historia
Es uno de los barrios más antiguos de la Localidad de Engativá se funda en 1946 a partir de casas campesinas.
En 1980 se construyó la Plaza Distrital de Mercado de Boyacá Real. En 1989 se crea el IED Manuela Ayalá de Gaitán.

## Geografía
Es un barrio residencial y con gran cantidad de bodegas y almacenes su única área verde se encuentra en el centro del barrio en el parque frente a la Alcaldía.

## Barrios vecinos
Al Norte
- Calle 72

Al Sur
- La Consolación

Al Occidente
- La Clarita
- Santa Helenita

Al Oriente
- Avenida Boyacá

## Aspectos socioeconómicos
Es un barrio residencial y comercial con gran cantidad de bodegas y negocios y almacenes de madera.

## Sitios importantes
- Alcaldía de Engativá
- Plaza de Mercado Boyacá Real[3]
- Registraduria Auxiliar de Engativá[4]
- Almacén D1
- Colsubsidio Barrio Boyacá
- Iglesia Pentecostal Unida de Colombia - Boyacá Real
- Iglesia Cristiana Protestante Casa De Oración

## Infraestructura
- Parque y cancha de fútbol Boyacá Real[5]
- IED Manuela Ayala de Gaitán[6]

## Acceso y Vías
Se accede por la Avenida Boyacá, por la Calle 72 o por las distintas rutas del SITP que ingresan al barrio.